# Lago Despreciado
El lago Despreciado es un cuerpo de agua superficial léntico ubicado en la isla Grande de Tierra del Fuego, de la región de Magallanes y de la Antártica Chilena. 
Este lago es llamado lago Chico en el mapa de la zona del Instituto Geográfico Militar de Chile publicado en 1955, lago Dieter o lago Diettert: 19  y Hans Niemeyer consigna la existencia de una laguna Arata.: 620 
Tanto Google Maps como OpenStreetMaplo muestran como "lago Despreciado", sin embargo, como el IGM, el inventario público de lagos de Chile lo enlista como "lago Chico" y le asigna el código 12873094-K en su inventario.
No debe ser confundido con el lago Chico (Tierra del Fuego), perteneciente a la misma cuenca hidrográfica, pero ubicado más al norte, entre los lagos Lynch y Blanco.

## Ubicación y descripción
El lago es bordeado por la Ruta Y-85 que une el centro de la isla con Yendegaia. Está ubicado en el extremo este del valle de La Paciencia.

## Hidrología
Pertenece a la cuenca hidrográfica del río Grande de Tierra del Fuego, recibe al río Colonna como afluente por el lado oeste y desagua a través de un emisario (sin nombre) hacia el este en el lago Deseado.

## Historia
En 1917 un alemán llamado Pablo Dieter recibió en concesión 35 000 hectáreas de una zona que incluía el lago.: 18  y en algunos planos de división de terrenos aparece su apellido como nombre del lago.

## Población, economía y ecología

### Acceso
Se accede por la ruta Y-85, recorriendo el territorio de la reserva natural Karukinka, y posteriormente se alcanza la ribera occidental del lago Deseado. Luego el camino prosigue contorneando por su margen austral durante 4,6 km. En este tramo se encuentra el único lugar habitado del lago, el “Lodge Deseado”. Este camino se inauguró recién en el año 2005.